# Polyrhachis salomo
Polyrhachis salomo é uma espécie de formiga do gênero Polyrhachis, pertencente à subfamília Formicinae.